# 四日市市文化会館
四日市市文化会館（よっかいちしぶんかかいかん）は、三重県四日市市に位置する多目的ホール。1982年（昭和57年）8月に落成。常設展示室では萬古焼を展示する。指定管理者として、（公財）四日市市文化まちづくり財団が管理運営をおこなっている。

## 概要
『四日市市史』によれば、「文化不毛の都市」と呼ばれた四日市において汚名を返上すべく建設された「県下一のデラックス施設」である。それまで文化活動に使用されてきた「四日市市民ホール」（1960年（昭和35年）開館）が手狭になったことから、市制施行80周年事業として、48億円をかけて建設された。建設費は約48億9000万円で、うち5億円は市民らの寄付で賄われた。また、市民目線の運営を掲げて、新設された四日市市文化振興財団が市の委託を受けて管理運営に当たることになった。同財団は四日市国際交流協会などと統合し、2008年（平成20年）に四日市市まちづくり振興事業団となり、2013年（平成25年）に公益財団法人四日市市文化まちづくり財団に改組した。
自主事業として、オーケストラや小編成のアンサンブルによる公演、セミナー等をシリーズ化したクラシックシリーズ、落語や自主プロデュース能公演「四日市能」などの伝統芸能、有名歌手によるポップスコンサートなど、幅広いジャンルの自主事業をおこなっている。
2015年（平成27年）度からは演劇シリーズYonbun Drama Collection（通称：よんドラ）を立ち上げ、演劇公演にも力を入れている。
近年では、演劇、パントマイムやオペラ公演などの自主制作公演もおこなっている。ホールに併設される展示施設では、常設展示として年3回ほど会期ごとに四日市の名産である萬古焼の作品を展示しているほか、年1回は、企画展示として竹久夢二や中川一政などの著名な作家の作品なども展示している。2019年（令和元年）10月にホールがリニューアルオープンした。

## ホールの種類

### 第1ホール
収容人数1786席（1階1246席、2階540席）で、そのうち車椅子席は10席（1階席のみ）。（2001年時点では1816席。）可動式のオーケストラピットがある。主に歌舞伎やオペラ、クラシックコンサートにも対応できる。

### 第2ホール
収容人数は593席、そのうち車椅子席は4席。（2001年時点では609席。）第1ホール同様伝統芸能などにも対応。

### 第3ホール
収容人数最大300人の大会議室（机を使う場合は、120席）。市設の無料Wi-Fiが使える。第1・第2・第3会議室と第1・第2和室が付属する。楽器演奏や合唱目的でホールを使う場合は、ホールのみの利用でも、これらの付属室も併せて借用しなければならない。

### 第4ホール
収容人数最大300人の多目的ホール（机を使う場合は、200席）。A、B、Cと三分割しての利用も可能。

## 展示棟（ギャラリー棟）
第１展示室
展示棟の2階にある600㎡以上の大型展示室。2分割での利用も可能。
第２展示室
萬古焼の常設展示室・企画展示室として利用される。一般への貸し出しはない。
第３展示室
展示棟の１階にある中規模展示室。
第４展示室

## 交通
- 近鉄名古屋線・湯の山線 近鉄四日市駅下車、徒歩で約10分。

## 周辺
- 四日市市立図書館
- 三重県企業庁北勢水道事務所
- 北伊勢上野信用金庫本店